# بتل‌گراند (۲۰۱۵)
رزمگاه (به انگلیسی: Battleground) یک رویداد غیر رایگان (Pay-Per-View) در کشتی حرفه‌ای است که توسط کمپانی دبلیودبلیوئی تهیه می‌شود و این دوره‌اش هم در ۱۹ ژوئیه ۲۰۱۵ در مجموعه ورزشی اسکات‌رِید سنتر شهر سن. لوییس ایالت میزوری برگزار شد. این، سومین دوره از این رویداد از زمان آغاز این PPV در سال ۲۰۱۳ بود.
هفت مسابقه در رزمگاه ۲۰۱۵ انجام شد که اولین آن‌ها به صورت Pre-Show بود و مسابقه اصلی این شب هم برای قهرمانی کمربند دبلیودبلیوئی سنگین‌وزن جهان بین قهرمان کنونی یعنی سث رالینز مقابل براک لزنر برگزار شد که در اواخر آن، آندرتیکر با بازگشتی ناگهانی و حمله به لزنر باعث شد که لزنر با قانون سلب صلاحیت برنده مسابقه شود ولی رالینز کماکان قهرمان باقی بماند.

## زمینه‌سازی
رزمگاه شامل مسابقاتی بین دشمنی‌های موجود، ماجراهای پیش آمده و استوری‌هایی خواهد بود که پیش از این در برنامه‌های راو یا اسمک داون پخش شده بود. کشتی‌گیرها با توجه به مسابقات یا سری اتفاقاتی که برایشان رخ می‌دهد و تنش را به حد اکثر می‌رساند، نقش منفی یا قهرمان به خود می‌گیرند.
در راو ۲۱ می، بری وایت با دخالت رومن رینز از دین امبروز شکست خورد. در راو اول ژوئن، رینز مقابل وایت به پیروزی رسید تا همچنان در مسابقه نردبان مانی این د بنک باقی بماند در غیر اینصورت او از آن مسابقه حذف می‌شد. در رویداد مانی این د بنک و در مسابقه نردبان مانی این د بنک، رینز سرآخر مشغول بالا رفتن از نردبان و برداشتن چمدان بود که ناگهان وایت در رینگ حاضر شد و رینز را از نردبان پایین انداخته و به او فن تمام‌کننده خود یعنی "Sister Abigail's Kiss" را زد و بدین ترتیب مانع از موفقیت او شد. کمی بعدتر در همان شب اعلام شد که رینز و وایت در رویداد رزمگاه به مصاف هم خواهند رفت.
درمانی این د بنک و طی یک مسابقه نردبان، سث رالینز مقابل دین امبروز به برتری رسید تا همچنان کمربند قهرمانی دبلیودبلیوئی سنگین‌وزن جهان خود را حفظ کند. در راو ۱۵ ژوئن، براک لزنر و پل هیمن به دبلیودبلیوئی بازگشتند و رووسا هم لزنر را به عنوان حریف رالینز برای قهرمانی کمربندش در رزمگاه انتخاب کردند. در راو ۶ ژوئیه، لزنر به محافظان رالینز یعنی J&J Security (جویی مرکوری و جِیمی نوبِل) حمله کرد و دست نوبل را با حرکت سابمیشِن خود یعنی Kimura Lock شکست و به مرکوری هم روی شیشه جلوی ماشین کادیلاک که هدیه رالینز به آندو بود جرمن سوپلِکس زد. در راو ۱۳ ژوئیه و طی قسمت امضای قرارداد مسابقه، لزنر نقشه کین و رالینز را مبنی بر حمله به او را خنثی کرد و به هردوی آن‌ها حمله کرد و مچ پای کین را با پلِکان فولادی شکست.
قرار بود در رزمگاه، رایبک طی یک مسابقه تریپل ترت مقابل د میز و بیگ شو از کمربند بین قاره‌ای خود دفاع کند ولی به علت مصدومیت او، در wwe.com در ۱۵ ژوئیه اعلام شد که این مسابقه به بعد موکول شده‌است.
در الیمینیشن چمبر کِوین اُوِنز قهرمان کمربند اِن‌اِکس‌تی مقابل قهرمان کمربند ایالات متحده یعنی جان سینا به پیروزی رسید. درمانی این د بنک، سینا طی یک مسابقه مجدد مقابل اوونز پیروز شد. در راو ۱۵ ژوئن، اوونز سینا را به مبارزه بر سر کمربند ایالات متحده طلبید. در راو ۲۲ ژوئن، سینا به درخواست اوونز پاسخ مثبت داد. در رویداد دِ بیست این دِ ایست (سبع در شرق) اوونز کمربند خود را به فین بالور باخت.
در مانی این د بنک، شیمس برنده مسابقه نردبان چمدان مانی این د بنک شد تا قرارداد مسابقه بر سر کمربند دبلیودبلیوئی سنگین‌وزن جهان را بدست آورد. در راو ۱۵ ژوئن، رندی اورتن، که او هم در مسابقه نردبان حضور داشت، بعد از مسابقه شیمس مقابل دین امبروز به شیمس حمله‌ور شد ولی شیمس هم همین کار را وقتی اورتن با کین مسابقه داشت انجام داد. در راو ۶ ژوئیه، اورتن پس از مسابقه شیمس مقابل رینز به شیمس حمله کرد. در راو ۱۳ ژوئیه، در wwe.com اعلام شد که اورتن در رزمگاه به مصاف شیمس می‌رود.

## نتایج
| #                                                                                                 | نتایج | نوع مسابقه                                                    | مدت زمان |
| ------------------------------------------------------------------------------------------------- | --- | ------------------------------------------------------------- | -------- |
| ۱پ                                                                                                | کینگ بَرِت پیروز مقابل آر-تروث | مسابقه تک نفره برای تخت پادشاهی رینگ که بَرِت صاحب آن است       | ۹:۱۵     |
| ۲                                                                                                 | رندی اورتن پیروز مقابل شیمس | مسابقه تک نفره                                                | ۱۶:۵۴    |
| ۳                                                                                                 | پرایم تایم پلِیِرز (درن یانگ و تایتوس اونیل) (c) پیروز مقابل دِ نو دِی (بیگ ای و کوفی کینگستون) (با همراهی زِیویِر وودز)                     | مسابقه تگ تیم برای قهرمانی کمربندهای تگ تیم                   | ۸:۵۰     |
| ۴                                                                                                 | بری وایت پیروز مقابل رومن رینز | مسابقه تک نفره                                                | ۲۲:۴۲    |
| ۵                                                                                                 | شارلوت (با همراهی پِیج و بکی لینچ) پیروز مقابل بری بلا (با همراهی نیکی بلا و آلیشا فاکس) و ساشا بنکس (با همراهی نِیومی و تَمینا) با تسلیم | مسابقه تریپل ترت                                              | ۱۱:۳۰    |
| ۶                                                                                                 | جان سینا (c) پیروز مقابل کِوین اُوِنز با تسلیم                                                                                            | مسابقه تک نفره برای قهرمانی کمربند ایالات متحده               | ۲۲:۱۱    |
| ۷                                                                                                 | براک لزنر (با همراهی پُل هیمن) پیروز مقابل سث رالینز (c) با سلب صلاحیت به‌علت دخالت آندرتیکر؛ بنابراین سث رالینز کماکان قهرمان باقی ماند | مسابقه تک نفره برای قهرمانی کمربند دبلیودبلیوئی سنگین‌وزن جهان | ۱۲:۴۶    |
| - (c) – نشان‌دهنده قهرمان(هایی) است که به میدان می‌روند - پ – نشان‌دهنده این است که مسابقه در پری–شو | |                                                               |          |

## پسایند
شب بعد در راو، آندرتیکر در آغاز برنامه وارد رینگ شد و علت کاری که شب قبل کرد را انتقام بخاطر تنها شکستش در رسلمانیا اعلام کرد یعنی رسلمانیا XXX که طی آن، لزنر به نوار پیروزی‌های آندرتیکر خاتمه داده بود. بعدتر در همین برنامه از راو، آندو با هم درگیری بسیار شدیدی پیدا کردند تاجاییکه تقریباً تمام ستارگان کمپانی وارد رینگ شدند و آن‌ها را به زحمت از هم جدا کردند. این درگیری تا بیرون میدان هم ادامه داشت تا اینکه سرانجام لزنر را با دستبند از محوطه خارج کردند. کمی بعدتر هم بالاخره اعلام شد که لزنر و تیکر در سامر اسلم با یکدیگر روبرو خواهند شد.